# Agama tassiliensis
Agama tassiliensis е вид влечуго от семейство Agamidae. Видът е незастрашен от изчезване.

## Разпространение
Разпространен е в Алжир, Либия, Мали, Нигер и Чад.

## Описание
Популацията на вида е стабилна.